# Big Brother (Polska)
Big Brother (pol. Wielki Brat) – polski program telewizyjny typu reality show emitowany od 4 marca 2001 do 26 maja 2002 na antenie TVN, od 2 września 2007 do 1 czerwca 2008 na TV4 i ponownie od 17 marca do 15 grudnia 2019 na TVN 7, oparty na niderlandzkim formacie Big Brother na licencji Endemol Shine.
Zwycięzcami programu zostali kolejno: Janusz Dzięcioł, Marzena Wieczorek, Piotr Borucki, Jola Rutowicz, Janusz Strączek, Magdalena Wójcik i Kamil Lemieszewski, a edycję specjalną (VIP) wygrał aktor Jarosław Jakimowicz.
Nazwa programu pochodzi od imienia jednego z bohaterów antyutopii George’a Orwella zatytułowanej Rok 1984, gdzie przedstawiony został obraz państwa totalitarnego, w którym Wielki Brat kontrolował całe życie mieszkańców.

## Charakterystyka programu
Program polega na obserwacji codziennego wspólnego życia uczestników i śledzeniu ich wzajemnych relacji.
Nagrodą główną w trzech pierwszych polskich edycjach było 500 000 złotych, a w czwartej edycji – 100 000 zł. Zwycięzca piątej edycji otrzymywał 50 000 zł i motocykl Harley-Davidson, szóstej – 100 000 zł i samochód Mitsubishi Space Star, zaś siódmej – 100 000 zł i samochód Fiat 500. Zwycięzca edycji VIP otrzymywał dwa zegarki o łącznej wartości 50 000 zł.

## Zasady programu
Grupa uczestników wprowadza się do Domu Wielkiego Brata, tj. niewielkiego budynku pełnego kamer i odciętego od jakichkolwiek informacji ze świata poza domem. Życie w domu dyktowane jest przez tzw. Wielkiego Brata za pośrednictwem głośników, Wielki Brat wydaje uczestnikom polecenia, m.in. wykonania różnorodnych zadań i nakazów (jednym z nakazów jest "zaproszenie" do pokoju zwierzeń), których wypełnianie jest obowiązkowe pod groźbą obarczenia karą, np. ograniczenia dóbr i luksusów lub nominacji do opuszczenia domu.
Co 2 tygodnie (w późniejszym etapie co tydzień) odbywają się tzw. nominacje, w których każdy z uczestników w dźwiękoszczelnym „pokoju zwierzeń” typuje dwoje ze współmieszkańców do odejścia z programu. Dwie (w razie remisu: więcej) osoby z największą liczbą głosów zostają nominowane do opuszczenia domu. Przez kolejny tydzień publiczność decyduje, kto powinien opuścić program, poprzez oddanie głosów przy pomocy telefonów: dzwoniąc pod specjalny numer (w pierwszych sezonach programu), wysyłając wiadomość SMS lub głosując przez Internet (od szóstego sezonu). Uczestnicy mogą również być eliminowani karnie przez "produkcję" lub zrezygnować z programu, a także wyjść z domu samodzielnie. W trakcie trwania edycji zdarza się, że do domu wprowadzają się nowi mieszkańcy. Proces nominacji i głosowania powtarza się do momentu, gdy w grze pozostaje trójka uczestników, między którymi rozgrywa się finał. Zwycięzcę programu ponownie wybierają telewidzowie.
W czwartej i piątej edycji eliminacje uczestników odbywały się od początku programu co tydzień, przy czym przy większości z nich oprócz osób z największą liczbą głosów, w sposób automatyczny nominowana była też przynajmniej jedna osoba, która w przeciągu danego tygodnia uczyniła choć jedno odstępstwo od regulaminu. Pod koniec edycji natomiast zrezygnowano z nominacji i automatycznemu zagrożeniu poddawani zostawali co tydzień wszyscy zawodnicy.

## Produkcja
W pierwszych pięciu polskich edycjach głosu Wielkiemu Bratu użyczył Jarosław Ostaszkiewicz, reżyser programu oraz producent Big Brother 4.1, a od szóstej edycji głosem Wielkiego Brata jest Agnieszka Barjasz.
W pierwszych trzech edycjach Dom Wielkiego Brata znajdował się w Sękocinie Starym pod Warszawą, w czwartej i piątej edycji – w Bielanach Wrocławskich, a od szóstej – w miejscowości Gołków niedaleko Piaseczna.
Podczas czwartej edycji udostępniono internetową transmisję z Domu Wielkiego Brata. Podobnie od szóstej edycji, kiedy w serwisie Player dostępny jest przekaz z kamer, nadających obraz na żywo do 16 godzin na dobę przez 7 dni w tygodniu. Dla szóstej edycji zadbano także o wirtualny spacer 3D po Domu Wielkiego Brata.

## Spis edycji
| Edycja   | Edycja   | Liczba dni | Sezon telewizyjny | Premiera         | Finał           | Prowadzący                                                                  | Zwycięzca           | Nagroda główna                              | Stacja telewizyjna | Średnia oglądalność |
| -------- | -------- | ---------- | ----------------- | ---------------- | --------------- | --------------------------------------------------------------------------- | ------------------- | ------------------------------------------- | ------------------ | ------------------- |
| 1        | 1        | 107        | wiosna 2001       | 4 marca 2001     | 17 czerwca 2001 | Grzegorz Miecugow Martyna Wojciechowska                                     | Janusz Dzięcioł     | 500 000 zł                                  | TVN                | 4,2 mln             |
| 2        | 2        | 113        | jesień 2001       | 26 sierpnia 2001 | 16 grudnia 2001 | Andrzej Sołtysik Martyna Wojciechowska                                      | Marzena Wieczorek   | 500 000 zł                                  | TVN                | 3 mln               |
| 3: Bitwa | 3: Bitwa | 85         | wiosna 2002       | 3 marca 2002     | 26 maja 2002    | Andrzej Sołtysik Martyna Wojciechowska                                      | Piotr Borucki       | 500 000 zł                                  | TVN                | 2,6 mln             |
| 4        | 4        | 106        | jesień 2007       | 2 września 2007  | 16 grudnia 2007 | Karina Kunkiewicz Kuba Klawiter                                             | Jola Rutowicz       | 100 000 zł                                  | TV4                | 529 tys.            |
| 5        | VIP      | 36         | wiosna 2008       | 2 marca 2008     | 6 kwietnia 2008 | Kuba Klawiter Małgorzata Kosik                                              | Jarosław Jakimowicz | 2 zegarki o łącznej wartości 50 000 zł      | TV4                | 377 tys.            |
| 5        | Część II | 64         | wiosna 2008       | 30 marca 2008    | 1 czerwca 2008  | Kuba Klawiter Małgorzata Kosik                                              | Janusz Strączek     | 50 000 zł i motocykl Harley-Davidson        | TV4                | 231 tys.            |
| 6        | 6        | 91         | wiosna 2019       | 17 marca 2019    | 16 czerwca 2019 | Agnieszka Woźniak-Starak Bartłomiej Jędrzejak Filip Chajzer Małgorzata Ohme | Magdalena Wójcik    | 100 000 zł i samochód Mitsubishi Space Star | TVN 7 TVN Player   | 758 tys.            |
| 7        | 7        | 93         | jesień 2019       | 13 września 2019 | 15 grudnia 2019 | Gabi Drzewiecka Filip Chajzer Małgorzata Ohme                               | Kamil Lemieszewski  | 100 000 zł i samochód Fiat 500              | TVN 7 TVN Player   | 494 tys.            |

## Big Brother 1(wiosna 2001)
Do udziału w programie zgłosiło się ok. 10 tys. chętnych. Spośród nich wyłoniono setkę osób, która wzięła udział w testach przed kamerą.
Program prowadzili Martyna Wojciechowska i Grzegorz Miecugow.
Program emitowany był od 4 marca do 17 czerwca 2001. Na potrzeby Big Brothera po raz pierwszy w Polsce wprowadzono serwisy SMS Premium. Najnowsze informacje o uczestnikach i przebiegu programu można było znaleźć również na oficjalnej stronie internetowej programu – www.bigbrother.tvn.pl, która już od pierwszego dnia emisji show odnotowywała wielomilionowe odsłony.
Finał edycji przyniósł oglądalność prawie 10 mln telewidzów – był to najchętniej oglądany program telewizyjny w Polsce w 2001. Program zapewnił stacji 120 mln złotych wpływów.

### Uczestnicy
| Miejsce | Imię i nazwisko      |
| ------- | -------------------- |
| 1.      | Janusz Dzięcioł      |
| 2.      | Manuela Michalak     |
| 3.      | Małgorzata Maier     |
| 4.      | Alicja Walczak       |
| 5.      | Klaudiusz Ševković   |
| 6.      | Piotr Gulczyński     |
| 7.      | Patrycja Strzemiecka |
| 8.      | Rafał Chudziński     |
| 9.      | Karolina Pachniewicz |
| 10.     | Grzegorz Mielec      |
| 11.     | Wojciech Kromka      |
| 12.     | Piotr Lato           |
| 13.     | Sebastian Florek     |
| 14.     | Monika Sewioło       |
| 15.     | Anna Baranowska      |

kursywa – osoby, które dołączyły do grona uczestników jako nowe, już w trakcie trwania programu.

### Nominacje
Pierwsza nominacja polegała na wytypowaniu gospodarzy Domu Wielkiego Brata. Spośród 10 kandydatów (Małgorzata Maier i Sebastian Florek, Patrycja Strzemiecka i Wojciech Kromka, Agnieszka Broda i Artur Parlewicz, Agnieszka Podgórska i Jakub Denys, Iwona Górnicka i Wojciech Rybczyński) telewidzowie w głosowaniu telefonicznym oraz SMS-owym zdecydowali, która z osób ma zamieszkać w domu. Głosowanie trwało od 25 lutego do 3 marca 2001, wygrali je Małgorzata Maier i Sebastian Florek.
| Uczestnik            | Nominacja      | Nominacja      | Nominacja      | Nominacja        | Nominacja        | Nominacja        | Nominacja        | Nominacja        | Nominacja        | Finał            |
| Uczestnik            | 1              | 2              | 3              | 4                | 5                | 6                | 7                | 8                | 9                | Finał            |
| -------------------- | -------------- | -------------- | -------------- | ---------------- | ---------------- | ---------------- | ---------------- | ---------------- | ---------------- | ---------------- |
| Janusz Dzięcioł      | 2              | 0              | 3              | 4                | 1                | 3                | 1                | 2                | 2                | Wygrana          |
| Manuela Michalak     | 1              | 0              | –              | 1                | 1                | 2                | 2                | 1                | 2                | II miejsce       |
| Małgorzata Maier     | 0              | 5              | –              | 1                | 1                | 1                | 1                | 1                | 1                | III miejsce      |
| Alicja Walczak       | 3              | 1              | –              | 2                | 3                | 4                | 3                | 3                | 3                | Eliminacja       |
| Klaudiusz Ševković   | 0              | 0              | 1              | 3                | 1                | 0                | 1                | 3                | Eliminacja       | Eliminacja       |
| Piotr Gulczyński     | 1              | 1              | 3              | 2                | 1                | 0                | 4                | Eliminacja       | Eliminacja       | Eliminacja       |
| Patrycja Strzemiecka | Przed wejściem | Przed wejściem | Przed wejściem | –                | 2                | 4                | Eliminacja       | Eliminacja       | Eliminacja       | Eliminacja       |
| Rafał Chudziński     | Przed wejściem | Przed wejściem | Przed wejściem | Przed wejściem   | 6                | Eliminacja       | Eliminacja       | Eliminacja       | Eliminacja       | Eliminacja       |
| Karolina Pachniewicz | 2              | 3              | –              | 3                | Rezygnacja       | Rezygnacja       | Rezygnacja       | Rezygnacja       | Rezygnacja       | Rezygnacja       |
| Grzegorz Mielec      | 1              | 2              | 3              | 4                | Eliminacja       | Eliminacja       | Eliminacja       | Eliminacja       | Eliminacja       | Eliminacja       |
| Piotr Lato           | 4              | 2              | 5              | Eliminacja karna | Eliminacja karna | Eliminacja karna | Eliminacja karna | Eliminacja karna | Eliminacja karna | Eliminacja karna |
| Sebastian Florek     | 1              | 4              | 5              | Eliminacja       | Eliminacja       | Eliminacja       | Eliminacja       | Eliminacja       | Eliminacja       | Eliminacja       |
| Monika Sewioło       | 2              | 4              | Eliminacja     | Eliminacja       | Eliminacja       | Eliminacja       | Eliminacja       | Eliminacja       | Eliminacja       | Eliminacja       |
| Anna Baranowska      | 7              | Eliminacja     | Eliminacja     | Eliminacja       | Eliminacja       | Eliminacja       | Eliminacja       | Eliminacja       | Eliminacja       | Eliminacja       |

Legenda:
     Osoba nominowana ze względu na największą liczbę wskazań w głosowaniu uczestników.
     Osoba z immunitetem od Wielkiego Brata
Objaśnienia do tabeli
- Do piątych nominacji włącznie obowiązywała zasada, że co niedzielę na przemian emitowano nominacje uczestników oraz programy „Ring”, podczas których z domu wychodziła jedna osoba. Od szóstych nominacji głosowania uczestników odbywały się w poniedziałki, a programy „Ring” w każdą niedzielę.
- Podczas trzecich nominacji Wielki Brat podjął decyzję, że nominować można tylko mężczyzn.
- Dzień po eliminacji Klaudiusza Ševkovicia okazało się, że nastąpił błąd w zliczaniu głosów telewidzów. Za zgodą Alicji Walczak uczestnik wszedł do domu na kolejny tydzień i głosowanie zostało powtórzone, tym razem z niekorzystnym skutkiem dla niego.

## Big Brother 2(jesień 2001)
Do udziału w programie zgłosiło się ok. 123 tys. chętnych.
W niedzielę, 26 sierpnia 2001 do domu wprowadziło się na tydzień sześć osób (Barbara Knap, Jakub Jankowski, Alicja Deręgowska, Ireneusz Górski, Krzysztof Czekalski, Małgorzata Witczak). Telewidzowie w głosowaniu telefonicznym, trwającym do 1 września, wybierali dwoje mieszkańców, którzy mogli pozostać w grze. W głosowaniu zwyciężyli Barbara Knap i Jakub Jankowski
Druga edycja programu przyniosła stacji ok. 138 mln złotych wpływu.

### Uczestnicy
| Miejsce | Imię i nazwisko      |
| ------- | -------------------- |
| 1.      | Marzena Wieczorek    |
| 2.      | David Rubasiński     |
| 3.      | Wojciech Witczak     |
| 4.      | Arkadiusz Nowakowski |
| 5.      | Jerzy Kulicki        |
| 6.      | Agnieszka Lorek      |
| 7.      | Jakub Jankowski      |
| 8.      | Anna Buchacz         |
| 9.      | Ireneusz Grzegorczyk |
| 10.     | Bogusława Adamczyk   |
| 11.     | Ilona Stachura       |
| 12.     | Barbara Knap         |
| 13.     | Karolina Jakubik     |
| 14.     | Wojciech Glanc       |
| 15.     | Alicja Deręgowska    |
| 15.     | Ireneusz Górski      |
| 15.     | Małgorzata Witczak   |
| 15.     | Krzysztof Czekalski  |

- Kursywa – osoby, które dołączyły do grona uczestników jako nowe, już w trakcie trwania programu (nie licząc tygodnia „Ty Wybierasz”).
- Kolor niebieski – osoby biorące udziału w tygodniu „Ty Wybierasz”, spośród których widzowie mieli wskazać dwójkę, która zdobędzie tytuł gospodarzy.

### Nominacje
| Uczestnik            | Nominacja      | Nominacja      | Nominacja      | Nominacja      | Nominacja      | Nominacja      | Nominacja                       | Nominacja                       | Nominacja                       | Nominacja                       | Nominacja                       | Finał                           |
| Uczestnik            | 1              | 2              | 3              | 4              | 5              | 6              | 7                               | 8                               | 9                               | 10                              | 11                              | Finał                           |
| -------------------- | -------------- | -------------- | -------------- | -------------- | -------------- | -------------- | ------------------------------- | ------------------------------- | ------------------------------- | ------------------------------- | ------------------------------- | ------------------------------- |
| Marzena Wieczorek    | 0              | 0              | 0              | 2              | 2              | 2              | 1                               | 0                               | 1                               | 3                               | 3                               | Wygrana                         |
| David Rubasiński     | 0              | 1              | 2              | –              | 3              | 1              | 2                               | 1                               | 2                               | 0                               | 1                               | II miejsce                      |
| Wojciech Witczak     | 0              | 1              | 0              | 0              | –              | 0              | 1                               | 0                               | 1                               | 0                               | 1                               | III miejsce                     |
| Arkadiusz Nowakowski | Przed wejściem | Przed wejściem | Przed wejściem | Przed wejściem | Przed wejściem | Przed wejściem | –                               | 6                               | 4                               | 4                               | 3                               | Eliminacja                      |
| Jerzy Kulicki        | 1              | 3              | 3              | –              | 3              | 4              | 4                               | 3                               | 1                               | 3                               | Eliminacja                      | Eliminacja                      |
| Agnieszka Lorek      | 0              | 0              | 3              | 1              | 3              | 1              | 1                               | 1                               | 3                               | Eliminacja                      | Eliminacja                      | Eliminacja                      |
| Jakub Jankowski      | 4              | 1              | 1              | 6              | 3              | 2              | 1                               | 3                               | Eliminacja                      | Eliminacja                      | Eliminacja                      | Eliminacja                      |
| Anna Buchacz         | 0              | 0              | 1              | 2              | 4              | 2              | 4                               | Eliminacja                      | Eliminacja                      | Eliminacja                      | Eliminacja                      | Eliminacja                      |
| Ireneusz Grzegorczyk | 5              | 7              | 6              | 3              | –              | 4              | Wyjście ze względów zdrowotnych | Wyjście ze względów zdrowotnych | Wyjście ze względów zdrowotnych | Wyjście ze względów zdrowotnych | Wyjście ze względów zdrowotnych | Wyjście ze względów zdrowotnych |
| Bogusława Adamczyk   | 0              | 2              | 1              | 2              | –              | Eliminacja     | Eliminacja                      | Eliminacja                      | Eliminacja                      | Eliminacja                      | Eliminacja                      | Eliminacja                      |
| Ilona Stachura       | Przed wejściem | Przed wejściem | Przed wejściem | 4              | Eliminacja     | Eliminacja     | Eliminacja                      | Eliminacja                      | Eliminacja                      | Eliminacja                      | Eliminacja                      | Eliminacja                      |
| Barbara Knap         | 3              | 2              | 3              | Eliminacja     | Eliminacja     | Eliminacja     | Eliminacja                      | Eliminacja                      | Eliminacja                      | Eliminacja                      | Eliminacja                      | Eliminacja                      |
| Karolina Jakubik     | 1              | 4              | Rezygnacja     | Rezygnacja     | Rezygnacja     | Rezygnacja     | Rezygnacja                      | Rezygnacja                      | Rezygnacja                      | Rezygnacja                      | Rezygnacja                      | Rezygnacja                      |
| Wojciech Glanc       | 10             | Eliminacja     | Eliminacja     | Eliminacja     | Eliminacja     | Eliminacja     | Eliminacja                      | Eliminacja                      | Eliminacja                      | Eliminacja                      | Eliminacja                      | Eliminacja                      |

Legenda:
     Osoba nominowana ze względu na największą liczbę wskazań w głosowaniu uczestników
     Osoba nominowana automatycznie ze względu na złamanie regulaminu bądź przegraną w zadaniu specjalnym
     Osoba z immunitetem od Wielkiego Brata

## Big Brother 3: Bitwa(wiosna 2002)
Produkcja otrzymała ponad 40 tys. zgłoszeń SMS-owych i 20 tys. listów. Na próby kamerowe zaproszonych zostało 200 osób. Do programu zakwalifikowano 14 osób, a kolejne trzy dołączyły do rywalizacji w trakcie trwania sezonu.
Trzecia edycja programu nosiła podtytuł „Bitwa”. W przeciwieństwie do poprzednich dwóch edycji, w trzeciej edycji w Domu Wielkiego Brata zamieszkało 12 osób, spośród których dwie z nich, mające największe poparcie wśród widzów, zostały liderami drużyn. Uformowane grupy współrywalizowały ze sobą, wykonując zadania zlecone przez Wielkiego Brata. Zwycięska drużyna zyskiwała immunitet od nominacji, zaś z przegranej ekipy wybierano osoby nominowane do opuszczenia programu.
Program emitowany był od 3 marca do 26 maja 2002, edycja trwała 84 dni. W finale zwyciężył Piotr Borucki z Polic, wówczas 25-letni student Politechniki Szczecińskiej, który zdobył 51,69% głosów. Kolejne miejsca w finale zajęli Jędrzej Galica (26,79%) i Katarzyna Janasik (21,52%).

### Uczestnicy
| Miejsce | Imię i nazwisko     |
| ------- | ------------------- |
| 1.      | Piotr Borucki       |
| 2.      | Andrzej Galica      |
| 3.      | Katarzyna Janasik   |
| 4.      | Joanna Biernacka    |
| 5.      | Arkadiusz Batorski  |
| 6.      | Tadeusz Ostrowski   |
| 7.      | Magdalena Szewczyk  |
| 8.      | Monika Brochacka    |
| 9.      | Paweł Iwuć          |
| 10.     | Agnieszka Frykowska |
| 11.     | Anna Hoksa          |
| 12.     | Łukasz Wiewiórski   |
| 13.     | Agnieszka Koziołek  |
| 14.     | Katarzyna Woźna     |
| 15.     | Wojciech Bernacki   |
| 16.     | Ireneusz Próchenko  |
| 17.     | Karolina Pikiewicz  |

kursywa – osoby, które dołączyły do grona uczestników jako nowe, już w trakcie trwania programu.

### Nominacje
W tej edycji uczestnicy podzielili się na dwie drużyny niebieską (Agnieszka K., Andrzej, Anna, Arkadiusz, Piotr, Wojciech, Monika, Joanna) i czerwoną (Ireneusz, Łukasz, Agnieszka F., Magdalena, Karolina, Katarzyna W., Katarzyna J., Paweł). Drużyny te walczyły w bitwach przeciwko sobie o system przywilejów i immunitet od nominacji.
| Uczestnik           | Nominacja      | Nominacja      | Nominacja      | Nominacja      | Nominacja        | Nominacja        | Nominacja        | Nominacja        | Nominacja        | Finał            |
| Uczestnik           | 1              | 2              | 3              | 4              | 5                | 6                | 7                | 8                | 9                | Finał            |
| ------------------- | -------------- | -------------- | -------------- | -------------- | ---------------- | ---------------- | ---------------- | ---------------- | ---------------- | ---------------- |
| Piotr Borucki       | 3              | 0              | 0              | 3              | 2                | 3                | 3                | 2                | 1                | Wygrana          |
| Andrzej Galica      | 2              | 2              | 2              | 2              | 2                | 2                | 2                | 3                | 2                | II miejsce       |
| Katarzyna Janasik   | –              | 0              | 1              | 1              | 1                | 1                | 2                | 1                | 2                | III miejsce      |
| Joanna Biernacka    | Przed wejściem | Przed wejściem | Przed wejściem | Przed wejściem | Przed wejściem   | Przed wejściem   | Przed wejściem   | –                | 3                | Eliminacja       |
| Arkadiusz Batorski  | 5              | 2              | 2              | 0              | 0                | 0                | 1                | 2                | Eliminacja       | Eliminacja       |
| Magdalena Szewczyk  | –              | 2              | 0              | 1              | 1                | 2                | 2                | Eliminacja       | Eliminacja       | Eliminacja       |
| Monika Brochacka    | Przed wejściem | Przed wejściem | Przed wejściem | –              | 5                | 4                | Eliminacja       | Eliminacja       | Eliminacja       | Eliminacja       |
| Paweł Iwuć          | –              | 1              | 1              | 3              | 3                | Eliminacja       | Eliminacja       | Eliminacja       | Eliminacja       | Eliminacja       |
| Agnieszka Frykowska | –              | 1              | 5              | 4              | Eliminacja       | Eliminacja       | Eliminacja       | Eliminacja       | Eliminacja       | Eliminacja       |
| Anna Hoksa          | 2              | 0              | 0              | 0              | Eliminacja karna | Eliminacja karna | Eliminacja karna | Eliminacja karna | Eliminacja karna | Eliminacja karna |
| Łukasz Wiewiórski   | –              | 9              | 6              | Eliminacja     | Eliminacja       | Eliminacja       | Eliminacja       | Eliminacja       | Eliminacja       | Eliminacja       |
| Agnieszka Koziołek  | 3              | –              | Eliminacja     | Eliminacja     | Eliminacja       | Eliminacja       | Eliminacja       | Eliminacja       | Eliminacja       | Eliminacja       |
| Katarzyna Woźna     | –              | 5              | Rezygnacja     | Rezygnacja     | Rezygnacja       | Rezygnacja       | Rezygnacja       | Rezygnacja       | Rezygnacja       | Rezygnacja       |
| Wojciech Bernacki   | 7              | Rezygnacja     | Rezygnacja     | Rezygnacja     | Rezygnacja       | Rezygnacja       | Rezygnacja       | Rezygnacja       | Rezygnacja       | Rezygnacja       |
| Ireneusz Próchenko  | –              | Eliminacja     | Eliminacja     | Eliminacja     | Eliminacja       | Eliminacja       | Eliminacja       | Eliminacja       | Eliminacja       | Eliminacja       |

Legenda:
     Osoba nominowana ze względu na największą liczbę wskazań w głosowaniu uczestników
     Osoba nominowana automatycznie ze względu na złamanie regulaminu bądź przegraną w zadaniu specjalnym
     Osoba z immunitetem od Wielkiego Brata
Objaśnienia do tabeli
- W tabeli nie uwzględniono Karoliny Pikiewicz oraz Tadeusza Ostrowskiego, którzy opuścili dom, zanim zdążyli wziąć udział w nominacjach.
- Docelową zasadą trzeciej edycji miał być nakaz głosowania wyłącznie na uczestników z drużyny przegranej. Ze względu na bojkot i niezadowolenie części uczestników, zasada ta została wycofana i drugie nominacje odbyły się już standardowo, tak jak w poprzednich edycjach. Pierwsze głosowanie między uczestnikami zostało unieważnione, a automatycznej nominacji zostali poddani Agnieszka Koziołek i Wojciech Bernacki, którzy odmówili głosowania oraz Ireneusz Próchenko za nieprawidłowości w dokumentach rekrutujących do programu.
- W trzecim tygodniu producenci postawili Agnieszce Koziołek i Wojciechowi Bernackiemu warunek, że jeśli nie poddadzą się automatycznej nominacji, zasady głosowania między uczestnikami nie zostaną zmienione. Oboje przystali na tę propozycję i w tym tygodniu nominacje nie odbyły się, a Koziołek i Bernacki zostali automatycznie nominowani. Głosowanie widzów nie zostało jednak zakończone ze względu na rezygnację Wojciecha Bernackiego.

## Big Brother 4.1(jesień 2007)
W lutym 2007 poinformowano o planach powrotu formatu do polskiej telewizji. 24 maja podpisane zostało porozumienie między Polskimi Mediami (właścicielem TV4) a Endemol Polska (właścicielem licencji programu) dotyczące realizacji czwartej edycji Big Brothera.
Przesłuchania kandydatów do programu odbyły się: 2 czerwca w Warszawie, 9 czerwca w Gdańsku, 16 czerwca w Poznaniu i Katowicach, 23 czerwca we Wrocławiu i w Lublinie oraz 30 czerwca w Londynie. Do udziału w reality show zgłosiło się ok. 6 tys. chętnych. W pierwszym odcinku do programu weszło siedmiu uczestników: Tomasz Peczak, Ewelina Chrapa, Jolanta Rutowicz, Katarzyna Szafron, Katarzyna Lenartowicz, Paulina Wysocka i Adrian Nadolski.
Program poprowadzili Karina Kunkiewicz i Kuba Klawiter. W konkursie na prowadzącego program udział wzięli m.in. Piotr Szwedes, Piotr Zelt i Violetta Najdenowicz.
Za promocję programu w mediach odpowiadała firma United PR, która w 2008 była nominowana do Złotych Spinaczy w kategorii „PR produktu”. Partnerem komunikacyjnym programu była sieć telefonii komórkowej Plus.
Program emitowany był od 2 września do 16 grudnia 2007. Big Brother był emitowany przez siedem dni w tygodniu: codziennie prezentowano półgodzinne relacje z domu Wielkiego Brata w programie Big Brother 4.1. – Prosto z domu), natomiast w poniedziałki, wtorki, czwartki i piątki emitowano Big Brother 4.1 – podsumowanie ostatnich 24 godzin, w środy – na żywo przebieg „nominacji”, a w niedziele – Big Brother 4.1 – Ring, w którym ogłaszano wyniki głosowania telewidzów. Dodatkowo, od poniedziałku do piątku o godz. 23.00 transmitowano program Big Brother 4.1 – Extra zawierający niewyemitowane wcześniej relacje z Domu Wielkiego Brata, w soboty – Big Brother 4.1 – Show z udziałem gości muzycznych, a w niedziele – Omnibus, będący przeglądem najciekawszych fragmentów programu. Pierwszy odcinek obejrzało średnio 1,2 mln telewidzów, a cały sezon śledziło średnio 529 tys. widzów.
W finale programu zwyciężyła Jolanta Rutowicz, wówczas 23-letnia recepcjonistka z Piotrkowa Trybunalskiego mieszkająca w Londynie.

### Uczestnicy
| Miejsce | Imię i nazwisko       |
| ------- | --------------------- |
| 1.      | Jola Rutowicz         |
| 2.      | Katarzyna Lenartowicz |
| 3.      | Adrian Nadolski       |
| 4.      | Mariusz Schulz        |
| 5.      | Izabella Szubarga     |
| 6.      | Marco Cammi           |
| 7.      | Marian Szczepaniak    |
| 8.      | Zofia Petka           |
| 9.      | Katarzyna Wiśniewska  |
| 10.     | Joanna Chmielewska    |
| 11.     | Paweł Mańka           |
| 12.     | Agata Gawęda          |
| 13.     | Magdalena Czmuda      |
| 14.     | Mirosław Ptasznik     |
| 15.     | Gerard Seczkowski     |
| 16.     | Ewelina Chrapa        |
| 17.     | Aneta Bielecka        |
| 18.     | Martyna Bielecka      |
| 19.     | Bartosz Lenert        |
| 20.     | Tomasz Peczak         |
| 21.     | Grzegorz Marcisz      |
| 22.     | Paulina Wysocka       |
| 23.     | Katarzyna Szafron     |

kursywa – osoby, które dołączyły do grona uczestników jako nowe, już w trakcie trwania programu.

### Nominacje
| Uczestnik             | Nominacja      | Nominacja        | Nominacja        | Nominacja        | Nominacja        | Nominacja        | Nominacja        | Nominacja        | Nominacja        | Nominacja        | Nominacja        | Nominacja        | Nominacja        | Nominacja                   | Nominacja                   | Finał                       |
| Uczestnik             | 1              | 2                | 3                | 4                | 5                | 6                | 7                | 8                | 9                | 10               | 11               | 12               | 13               | 14                          | 15                          | Finał                       |
| --------------------- | -------------- | ---------------- | ---------------- | ---------------- | ---------------- | ---------------- | ---------------- | ---------------- | ---------------- | ---------------- | ---------------- | ---------------- | ---------------- | --------------------------- | --------------------------- | --------------------------- |
| Jolanta Rutowicz      | 1              | 2                | –                | 0                | 4                | 3                | 4                | 1                | –                | –                | 2                | 2                | 2                | 2                           | 2                           | Wygrana                     |
| Katarzyna Lenartowicz | 3              | 3                | –                | 1                | 1                | 2                | 2                | 4                | 4                | 4                | 3                | 4                | 3                | 1                           | 2                           | II miejsce                  |
| Adrian Nadolski       | 1              | 4                | 3                | 3                | 2                | 3                | 4                | 0                | 0                | 1                | 0                | 2                | 2                | 1                           | 2                           | III miejsce                 |
| Mariusz Schulz        | Przed wejściem | Przed wejściem   | Przed wejściem   | Przed wejściem   | Przed wejściem   | Przed wejściem   | –                | 2                | 0                | 1                | 1                | 1                | 2                | 3                           | 2                           | Eliminacja                  |
| Izabela Szubarga      | PW             | 1                | –                | 5                | 4                | 1                | 2                | 2                | 5                | 4                | 3                | 3                | 2                | 3                           | Eliminacja                  | Eliminacja                  |
| Marco Cammi           | PW             | 0                | 3                | 0                | 0                | 1                | 0                | 0                | 0                | 0                | 0                | 0                | 1                | Eliminacja poza nominacjami | Eliminacja poza nominacjami | Eliminacja poza nominacjami |
| Marian Szczepaniak    | Przed wejściem | Przed wejściem   | Przed wejściem   | Przed wejściem   | Przed wejściem   | Przed wejściem   | Przed wejściem   | Przed wejściem   | –                | 0                | 3                | 1                | 2                | Eliminacja                  | Eliminacja                  | Eliminacja                  |
| Zofia Petka           | Przed wejściem | Przed wejściem   | Przed wejściem   | Przed wejściem   | Przed wejściem   | Przed wejściem   | Przed wejściem   | Przed wejściem   | –                | 1                | 1                | 3                | Eliminacja       | Eliminacja                  | Eliminacja                  | Eliminacja                  |
| Katarzyna Wiśniewska  | Przed wejściem | Przed wejściem   | Przed wejściem   | Przed wejściem   | –                | 2                | 1                | 3                | 4                | 3                | 5                | Eliminacja       | Eliminacja       | Eliminacja                  | Eliminacja                  | Eliminacja                  |
| Joanna Chmielewska    | Przed wejściem | Przed wejściem   | Przed wejściem   | Przed wejściem   | Przed wejściem   | Przed wejściem   | –                | 4                | 2                | 4                | Eliminacja       | Eliminacja       | Eliminacja       | Eliminacja                  | Eliminacja                  | Eliminacja                  |
| Paweł Mańka           | Przed wejściem | Przed wejściem   | Przed wejściem   | Przed wejściem   | Przed wejściem   | Przed wejściem   | –                | 2                | 7                | Eliminacja       | Eliminacja       | Eliminacja       | Eliminacja       | Eliminacja                  | Eliminacja                  | Eliminacja                  |
| Agata Gawęda          | PW             | 2                | –                | 1                | 1                | 1                | 1                | Eliminacja       | Eliminacja       | Eliminacja       | Eliminacja       | Eliminacja       | Eliminacja       | Eliminacja                  | Eliminacja                  | Eliminacja                  |
| Magdalena Czmuda      | PW             | 1                | –                | 2                | 0                | 3                | Eliminacja       | Eliminacja       | Eliminacja       | Eliminacja       | Eliminacja       | Eliminacja       | Eliminacja       | Eliminacja                  | Eliminacja                  | Eliminacja                  |
| Mirosław Ptasznik     | Przed wejściem | Przed wejściem   | Przed wejściem   | Przed wejściem   | 2                | Eliminacja       | Eliminacja       | Eliminacja       | Eliminacja       | Eliminacja       | Eliminacja       | Eliminacja       | Eliminacja       | Eliminacja                  | Eliminacja                  | Eliminacja                  |
| Gerard Seczkowski     | PW             | 2                | 4                | 1                | 2                | Rezygnacja       | Rezygnacja       | Rezygnacja       | Rezygnacja       | Rezygnacja       | Rezygnacja       | Rezygnacja       | Rezygnacja       | Rezygnacja                  | Rezygnacja                  | Rezygnacja                  |
| Ewelina Chrapa        | 3              | 2                | –                | 5                | Eliminacja       | Eliminacja       | Eliminacja       | Eliminacja       | Eliminacja       | Eliminacja       | Eliminacja       | Eliminacja       | Eliminacja       | Eliminacja                  | Eliminacja                  | Eliminacja                  |
| Bartosz Lenert        | PW             | 2                | 6                | Eliminacja karna | Eliminacja karna | Eliminacja karna | Eliminacja karna | Eliminacja karna | Eliminacja karna | Eliminacja karna | Eliminacja karna | Eliminacja karna | Eliminacja karna | Eliminacja karna            | Eliminacja karna            | Eliminacja karna            |
| Tomasz Peczak         | 0              | 2                | 6                | Eliminacja       | Eliminacja       | Eliminacja       | Eliminacja       | Eliminacja       | Eliminacja       | Eliminacja       | Eliminacja       | Eliminacja       | Eliminacja       | Eliminacja                  | Eliminacja                  | Eliminacja                  |
| Grzegorz Marcisz      | PW             | 3                | Eliminacja       | Eliminacja       | Eliminacja       | Eliminacja       | Eliminacja       | Eliminacja       | Eliminacja       | Eliminacja       | Eliminacja       | Eliminacja       | Eliminacja       | Eliminacja                  | Eliminacja                  | Eliminacja                  |
| Paulina Wysocka       | 3              | Eliminacja       | Eliminacja       | Eliminacja       | Eliminacja       | Eliminacja       | Eliminacja       | Eliminacja       | Eliminacja       | Eliminacja       | Eliminacja       | Eliminacja       | Eliminacja       | Eliminacja                  | Eliminacja                  | Eliminacja                  |
| Katarzyna Szafron     | 3              | Eliminacja karna | Eliminacja karna | Eliminacja karna | Eliminacja karna | Eliminacja karna | Eliminacja karna | Eliminacja karna | Eliminacja karna | Eliminacja karna | Eliminacja karna | Eliminacja karna | Eliminacja karna | Eliminacja karna            | Eliminacja karna            | Eliminacja karna            |

Legenda:
     Osoba nominowana ze względu na największą liczbę wskazań w głosowaniu uczestników
     Osoba nominowana automatycznie ze względu na złamanie regulaminu bądź przegraną w zadaniu specjalnym
     Osoba z immunitetem od Wielkiego Brata
Objaśnienia do tabeli
- W trzecim tygodniu Wielki Brat zdecydował, że głosować można tylko na mężczyzn.
- Bliźniaczki Aneta i Martyna Bieleckie miały żyć w Domu Wielkiego Brata jako jedna osoba i w tajemnicy przed pozostałymi uczestnikami zamieniać się miejscami, aby nikt spośród domowników nie mógł zorientować się, że w rzeczywistości są dwiema osobami. Ich zadanie skończyło się niepowodzeniem, dlatego musiały opuścić program.
- W siódmym tygodniu za złamanie przepisów zostały automatycznie nominowane Katarzyna L., Agata i Katarzyna W. Odpadła Agata Gawęda.
- W ósmym tygodniu, pomimo głosowania uczestników, nikt nie został nominowany do opuszczenia domu. W zamian za to widzowie mieli wskazać osobę, która na tydzień zamieszka w przydomowym chlewie. Była to Jolanta Rutowicz.
- W czternastym tygodniu wszystkich mieszkańców poddano automatycznie pod nominację, nie organizując głosowania między uczestnikami. Odpadł Marco Cammi.

## Big Brother 5(wiosna 2008)
W finale czwartej edycji programu zapowiedziano rozpoczęcie naboru do piątego sezonu Big Brothera, którego start zaplanowano na wiosnę 2008. Castingi do reality show zorganizowano we Wrocławiu, Warszawie i Dublinie.
Piąta seria została podzielona na dwie części: od 2 marca do 6 kwietnia 2008 trwała 36-dniowa edycja z udziałem celebrytów, a następnie od 7 kwietnia do 1 czerwca 2008 – z udziałem zwykłych mieszkańców. Wśród uczestników drugiej części Big Brothera znalazł się zwycięzca internetowego konkursu BBWyścig.
Program prowadzili Kuba Klawiter i Małgorzata Kosik. Spekulowano, że w edycji z udziałem celebrytów wystąpią Agata Passent i Mateusz Kusznierewicz. Za promocję programu w mediach odpowiadała agencja Oxy Group.

### Część VIP

#### Uczestnicy
| Miejsce | Imię i nazwisko     | Znany(a)                            |
| ------- | ------------------- | ----------------------------------- |
| 1.      | Jarosław Jakimowicz | Aktor                               |
| 2.      | Jola Rutowicz       | Zwyciężczyni Big Brother 4.1        |
| 3.      | Anżela Kolcowa      | Rosyjska aktorka                    |
| 4.      | Michał Skawiński    | Tancerz programu Taniec z gwiazdami |
| 5.      | Sasha Strunin       | Piosenkarka                         |
| 6.      | Piotr Gulczyński    | Uczestnik Big Brother 1 oraz Bar 4  |
| 7.      | Marcin Najman       | Pięściarz                           |
| 8.      | Marcin Miller       | Piosenkarz                          |
| 9.      | Monika Goździalska  | Uczestniczka Big Brother 3          |
| 10.     | Albert Sosnowski    | Pięściarz                           |
| 11.     | Katarzyna Brodowska | Piosenkarka                         |

kursywa – osoby, które dołączyły do grona uczestników jako nowe, już w trakcie trwania programu.

#### Nominacje
| Uczestnik           | Nominacja | Nominacja                   | Nominacja                   | Finał                       |
| Uczestnik           | 1         | 2                           | 3                           | Finał                       |
| ------------------- | --------- | --------------------------- | --------------------------- | --------------------------- |
| Jarosław Jakimowicz | 1         | 4                           | 4                           | Wygrana                     |
| Jolanta Rutowicz    | 1         | 1                           | 4                           | II miejsce                  |
| Anżela Kolcowa      | 0         | 0                           | 0                           | III miejsce                 |
| Michał Skawiński    | PW        | 1                           | 1                           | Eliminacja poza nominacjami |
| Aleksandra Strunin  | 2         | 1                           | 1                           | Rezygnacja                  |
| Piotr Gulczyński    | 3         | 2                           | 2                           | Eliminacja                  |
| Marcin Najman       | 2         | 5                           | Eliminacja                  | Eliminacja                  |
| Marcin Miller       | 2         | Rezygnacja                  | Rezygnacja                  | Rezygnacja                  |
| Albert Sosnowski    | 2         | Eliminacja poza nominacjami | Eliminacja poza nominacjami | Eliminacja poza nominacjami |
| Katarzyna Brodowska | 5         | Eliminacja                  | Eliminacja                  | Eliminacja                  |

Legenda:
     Osoba nominowana ze względu na największą liczbę wskazań w głosowaniu uczestników
     Osoba nominowana automatycznie ze względu na złamanie regulaminu, przegraną w zadaniu specjalnym bądź bliżej nieumotywowaną decyzję producentów
Objaśnienia do tabeli
- Monika Goździalska weszła do domu po tygodniu gry, jednak zrezygnowała z programu, zanim odbyły się następne nominacje polegające na głosowaniu uczestników.
- W pierwszym tygodniu głosowanie między uczestnikami zostało unieważnione i wszyscy uczestnicy zostali automatycznie nominowani.
- W drugim tygodniu nawet nie organizowano głosowania między uczestnikami. Wszyscy zostali automatycznie nominowani i, decyzją widzów, dom opuścił Albert Sosnowski.
- W czwartym tygodniu, już po tym, jak uczestnicy oddali głosy, Wielki Brat zdecydował, że Jolanta Rutowicz powinna zostać nominowana automatycznie i do grona nominowanych dołączył kolejną osobę z największą liczbą głosów (Piotra Gulczyńskiego).
- W piątym tygodniu również nie organizowano głosowania między uczestnikami i pod nominację zostali poddani wszyscy. Odpadł Michał Skawiński.

### Część druga

#### Uczestnicy
| Miejsce | Imię i nazwisko          |
| ------- | ------------------------ |
| 1.      | Janusz Strączek          |
| 2.      | Klaudia Olczak           |
| 3.      | David Cross Choma        |
| 4.      | Magdalena Kitaszewska    |
| 5.      | Anna Wódkiewicz          |
| 6.      | Sylwia Skarbińska        |
| 7.      | Niccolaus Noel Prusiński |
| 8.      | Marcin Kaliszek          |
| 9.      | Angelika Frybezowska     |
| 10.     | Izabela Potęga           |
| 11.     | Diana Hoffman            |
| 12.     | Daniela Świtalska        |
| 13.     | Paweł Kryszczuk          |
| 14.     | Dariusz Kiśluk           |
| 15.     | Monika Olszanowska       |
| 16.     | Józef Warchoł            |

kursywa – osoby, które dołączyły do grona uczestników jako nowe, już w trakcie trwania programu.

#### Nominacje
| Uczestnik             | Nominacja      | Nominacja        | Nominacja        | Nominacja        | Nominacja        | Nominacja        | Nominacja        | Finał                       |
| Uczestnik             | 1              | 2                | 3                | 4                | 5                | 6                | 7                | Finał                       |
| --------------------- | -------------- | ---------------- | ---------------- | ---------------- | ---------------- | ---------------- | ---------------- | --------------------------- |
| Janusz Strączek       | 0              | 0                | 0                | 2                | 2                | 0                | 2                | Wygrana                     |
| Klaudia Olczak        | 9              | 7                | 5                | 3                | 6                | 5                | 4                | II miejsce                  |
| Dawid Choma           | Przed wejściem | Przed wejściem   | Przed wejściem   | 3                | 5                | 4                | 4                | III miejsce                 |
| Magdalena Kitaszewska | 0              | 0                | 0                | 2                | 2                | 3                | –                | Eliminacja poza nominacjami |
| Sylwia Skarbińska     | 1              | 0                | 1                | 0                | 0                | 2                | 3                | Eliminacja poza nominacjami |
| Niccolaus Prusiński   | 0              | 0                | 0                | 1                | 0                | 3                | 5                | Eliminacja                  |
| Marcin Kaliszek       | 0              | 0                | 0                | 1                | 3                | 1                | Eliminacja karna | Eliminacja karna            |
| Angelika Frybezowska  | 2              | 1                | 0                | 0                | 1                | 6                | Eliminacja       | Eliminacja                  |
| Izabela Potęga        | 7              | 5                | 6                | 5                | 8                | Eliminacja       | Eliminacja       | Eliminacja                  |
| Diana Hoffman         | Przed wejściem | Przed wejściem   | Przed wejściem   | 1                | –                | Eliminacja       | Eliminacja       | Eliminacja                  |
| Daniela Świtalska     | 1              | 1                | 1                | –                | Eliminacja       | Eliminacja       | Eliminacja       | Eliminacja                  |
| Paweł Kryszczuk       | PW             | 2                | 7                | Eliminacja       | Eliminacja       | Eliminacja       | Eliminacja       | Eliminacja                  |
| Dariusz Kiśluk        | 1              | 6                | Eliminacja       | Eliminacja       | Eliminacja       | Eliminacja       | Eliminacja       | Eliminacja                  |
| Monika Olszanowska    | 1              | Rezygnacja       | Rezygnacja       | Rezygnacja       | Rezygnacja       | Rezygnacja       | Rezygnacja       | Rezygnacja                  |
| Józef Warchoł         | 2              | Eliminacja karna | Eliminacja karna | Eliminacja karna | Eliminacja karna | Eliminacja karna | Eliminacja karna | Eliminacja karna            |

Legenda:
     Osoba nominowana ze względu na największą liczbę wskazań w głosowaniu uczestników
     Osoba nominowana automatycznie ze względu na złamanie regulaminu bądź przegraną w zadaniu specjalnym
     Osoba z immunitetem od Wielkiego Brata
Objaśnienia do tabeli
- Nigdy nie podano wyników głosowania widzów w pierwszych nominacjach. Józef Warchoł został wcześniej usunięty dyscyplinarnie z programu ze względu na zdemolowanie domu oraz użycie przemocy przeciw współzawodnikom.
- W piątym i szóstym głosowaniu uczestnicy nominowali do opuszczenia domu po trzy osoby.
- W piątym głosowaniu pod nominację poddana została nie dwójka, a trójka uczestników z największą liczbą głosów od współmieszkańców.
- W piątym głosowaniu widzów wyeliminowane zostały jednorazowo aż dwie spośród nominowanych osób.
- W tabeli nie uwzględniono Anny Wódkiewicz, która odpadła, zanim zdążyła wziąć udział w głosowaniu uczestników.
- W ostatnim tygodniu uczestników kilkakrotnie poddano nominacji automatycznej. W ich wyniku odpadły kolejno Sylwia Skarbińska, Anna Wódkiewicz oraz Magdalena Kitaszewska.

## Big Brother 6(wiosna 2019)
21 listopada 2018 potwierdzono realizację szóstej edycji Big Brothera, której emisję zaplanowano w TVN 7. 12 grudnia rozpoczęto przyjmowanie zgłoszeń kandydatów do udziału w programie. Do reality show zgłosiło się ok. 15 000 chętnych.
Program prowadzili: Agnieszka Woźniak-Starak, Bartłomiej Jędrzejak, Małgorzata Ohme i Filip Chajzer. 23 czerwca został wyemitowany specjalny odcinek programu.
Na potrzeby szóstej edycji programu nagrano piosenkę przewodnią „Kim naprawdę jesteś” w wykonaniu Natalii Capelik-Muianga.
Szósta edycja programu trwała od 17 marca do 16 czerwca 2019. Pierwszy odcinek programu na antenie TVN 7 obejrzało 2,23 mln widzów, co było rekordem w historii tej stacji. Sukcesem okazała się transmisja Big Brothera w Internecie. Łącznie przez 3 miesiące w serwisie Player zanotowano aż 26 mln odtworzeń (nr 1 w serwisie). Fragmenty programu w serwisie YouTube obejrzało 39 mln razy. Średnia oglądalność szóstej edycji wyniosła 758 tys. widzów, zaś finał obejrzało 1,14 mln.
Losy uczestników można było śledzić w głównych wydaniach Big Brother (poniedziałek–sobota 20.00), BB Nocą – odcinkach poświęconych komentowaniu zachowań uczestników przez zaproszonych gości i widzów, BB Nocą+ – specjalnej transmisji na żywo z Domu Wielkiego Brata (sobota ok. 23.00), BB Tydzień – odcinku podsumowującym miniony tydzień (niedziela 18.00 w TVN), BB Arena – odcinku na żywo poświęconemu nominacjom i eliminacjom (niedziela 20.00), BB Pobudka, Popołudnie i Podwieczorek – krótkich wejściach na żywo w ciągu dnia (poniedziałek–piątek, ok. 2 minut), BB Raport (do 13 kwietnia, sobota 20.00), a także w specjalnych wydaniach dostępnych po wykupieniu pakietu na platformie Player: BB 18+, BB News, BB The Best Of, BB After Show. Wywiady, BB Stars. Uczestników można było oglądać przez 16 godzin na dobę (9.00–1.00) na czterech kanałach w internetowym serwisie Player.

### Uczestnicy
| Miejsce | Imię i nazwisko      |
| ------- | -------------------- |
| 1.      | Magdalena Wójcik     |
| 2.      | Bartłomiej Boruc     |
| 3.      | Igor Jakubowski      |
| 4.      | Radosław Palacz      |
| 5.      | Łukasz Darłak        |
| 6.      | Oleh Riaszeńczew     |
| 7.      | Izabela Mączka       |
| 8.      | Magdalena Zając      |
| 9.      | Katarzyna Olek       |
| 10.     | Paweł Grigoruk       |
| 10.     | Justyna Żak          |
| 12.     | Angelika Głaczkowska |
| 13.     | Jakub Pyśk           |
| 14.     | Klaudia Marchewka    |
| 15.     | Karolina Wnęk        |
| 16.     | Maciej Borowicz      |
| 17.     | Tomasz Urban         |
| 18.     | Marlena Klimczyk     |
| 19.     | Natalia Wróbel       |
| 20.     | Daniel Barłóg        |
| 21.     | Agnieszka Raczyńska  |

kursywa – osoby, które dołączyły do grona uczestników jako nowe, już w trakcie trwania programu.

### Nominacje
| Uczestnik            | Nominacja      | Nominacja      | Nominacja      | Nominacja        | Nominacja        | Nominacja        | Nominacja        | Nominacja        | Nominacja        | Nominacja        | Nominacja        | Finał                       |
| Uczestnik            | 1              | 2              | 3              | 4                | 5                | 6                | 7                | 8                | 9                | 10               | 11               | Finał                       |
| -------------------- | -------------- | -------------- | -------------- | ---------------- | ---------------- | ---------------- | ---------------- | ---------------- | ---------------- | ---------------- | ---------------- | --------------------------- |
| Magdalena Wójcik     | 3              | 3              | 0              | 0                | 1                | 1                | 0                | 2                | 1                | 1                | 1                | Wygrana                     |
| Bartłomiej Boruc     | 1              | 1              | 0              | 1                | 1                | 2                | 0                | 2                | 2                | 1                | 1                | II miejsce                  |
| Igor Jakubowski      | 1              | 0              | 0              | 2                | 0                | 0                | 3                | 0                | 0                | 2                | 3                | III miejsce                 |
| Radosław Palacz      | 1              | 0              | 3              | 5                | 3                | 0                | 0                | 2                | 1                | 1                | 1                | IV miejsce                  |
| Łukasz Darłak        | 2              | 5              | 4              | 2                | 4                | Eliminacja       | Eliminacja       | Eliminacja       | 5                | 4                | 3                | Eliminacja poza nominacjami |
| Oleh Riaszeńczew     | 3              | 1              | 0              | 0                | 0                | 2                | 2                | 1                | 1                | 2                | 3                | Eliminacja                  |
| Izabela Mączka       | 1              | 2              | 0              | 2                | 2                | 0                | 1                | 1                | 2                | 3                | Eliminacja       | Eliminacja                  |
| Magdalena Zając      | Przed wejściem | Przed wejściem | Przed wejściem | –                | 4                | –                | 4                | 2                | 4                | Eliminacja       | Eliminacja       | Eliminacja                  |
| Katarzyna Olek       | 1              | 0              | 1              | 2                | 5                | 5                | 4                | 6                | Eliminacja       | Eliminacja       | Eliminacja       | Eliminacja                  |
| Justyna Żak          | 2              | 3              | 4              | 3                | –                | 4                | 6                | Rezygnacja       | Rezygnacja       | Rezygnacja       | Rezygnacja       | Rezygnacja                  |
| Paweł Grigoruk       | Przed wejściem | Przed wejściem | Przed wejściem | Przed wejściem   | Przed wejściem   | Przed wejściem   | –                | Rezygnacja       | Rezygnacja       | Rezygnacja       | Rezygnacja       | Rezygnacja                  |
| Angelika Głaczkowska | Przed wejściem | Przed wejściem | Przed wejściem | Przed wejściem   | Przed wejściem   | 4                | Eliminacja       | Eliminacja       | Eliminacja       | Eliminacja       | Eliminacja       | Eliminacja                  |
| Jakub Pyśk           | Przed wejściem | Przed wejściem | Przed wejściem | Przed wejściem   | Przed wejściem   | 4                | Eliminacja karna | Eliminacja karna | Eliminacja karna | Eliminacja karna | Eliminacja karna | Eliminacja karna            |
| Klaudia Marchewka    | 2              | 0              | 1              | 5                | Eliminacja       | Eliminacja       | Eliminacja       | Eliminacja       | Eliminacja       | Eliminacja       | Eliminacja       | Eliminacja                  |
| Karolina Wnęk        | 1              | 3              | 6              | Eliminacja       | Eliminacja       | Eliminacja       | Eliminacja       | Eliminacja       | Eliminacja       | Eliminacja       | Eliminacja       | Eliminacja                  |
| Maciej Borowicz      | 4              | 1              | 5              | Eliminacja karna | Eliminacja karna | Eliminacja karna | Eliminacja karna | Eliminacja karna | Eliminacja karna | Eliminacja karna | Eliminacja karna | Eliminacja karna            |
| Tomasz Urban         | 0              | 6              | Eliminacja     | Eliminacja       | Eliminacja       | Eliminacja       | Eliminacja       | Eliminacja       | Eliminacja       | Eliminacja       | Eliminacja       | Eliminacja                  |
| Marlena Klimczyk     | 3              | 3              | Rezygnacja     | Rezygnacja       | Rezygnacja       | Rezygnacja       | Rezygnacja       | Rezygnacja       | Rezygnacja       | Rezygnacja       | Rezygnacja       | Rezygnacja                  |
| Natalia Wróbel       | 6              | Eliminacja     | Eliminacja     | Eliminacja       | Eliminacja       | Eliminacja       | Eliminacja       | Eliminacja       | Eliminacja       | Eliminacja       | Eliminacja       | Eliminacja                  |
| Daniel Barłóg        | 1              | Rezygnacja     | Rezygnacja     | Rezygnacja       | Rezygnacja       | Rezygnacja       | Rezygnacja       | Rezygnacja       | Rezygnacja       | Rezygnacja       | Rezygnacja       | Rezygnacja                  |

Legenda:
     Osoba nominowana ze względu na największą liczbę wskazań w głosowaniu uczestników
     Osoba nominowana automatycznie ze względu na złamanie regulaminu bądź przegraną w zadaniu specjalnym
     Osoba z immunitetem od Wielkiego Brata lub pozostałych mieszkańców
Objaśnienia do tabeli
- W tabeli nie uwzględniono Agnieszki Raczyńskiej, która odpadła z programu, zanim zdążyła wziąć udział w głosowaniu uczestników[a].
- W związku z eliminacją karną nominowanego wcześniej Macieja Borowicza za groźby karalne w stosunku do Łukasza Darłaka, Wielki Brat do nominowanej Karoliny Wnęk dołączył kolejne osoby z największą liczbą głosów: Łukasza Darłaka i Justynę Żak (po 4 nominacje).
- 14 kwietnia do domu wprowadziło się dwoje nowych mieszkańców, Angelika Głaczkowska oraz Jakub Pyśk. Nowi mieszkańcy na początku zamieszkali w „pokoju sekretnym”, a 16 kwietnia zamieszkali z pozostałymi uczestnikami. 28 kwietnia zdecydowali, że Magdalena Zając otrzymała immunitet podczas nominacji nr 6.
- Osobom, które bawiły się z psem Igora Jakubowskiego w trakcie tzw. freeze challenge, Wielki Brat kazał wskazać po jednej osobie (poza Angeliką Głaczkowską i Jakubem Pyśkiem), które miały być automatycznie nominowane do opuszczenia programu. Wybór padł na Izabelę Mączkę, Magdalenę Wójcik oraz Oleha Riaszeńczewa.
- 21 kwietnia nikt nie odpadł z programu. Było kontynuowane głosowanie na osoby wskazane podczas nominacji nr 5.
- 30 kwietnia nowym mieszkańcem został Paweł Grigoruk, życiowy partner Justyny Żak. Zgodnie z regulaminem nie mógł przekazywać informacji ze świata zewnętrznego.
- Podczas zabawy w stylu silent disco Wielki Brat poinformował Bartłomieja Boruca, że ma wskazać jedną osobę, która automatycznie zostanie nominowana do opuszczenia programu. Wielki Brat poinformował resztę mieszkańców, że mają się postarać o uzyskanie automatycznej nominacji, co wiązało się z otrzymaniem immunitetu. Bartek wskazał Pawła Grigoruka, w związku z tym podczas nominacji nr 7 otrzymał on immunitet.
- 9 maja z programu zrezygnowali Justyna Żak i Paweł Grigoruk, w związku z czym głosowanie na osoby wskazane podczas nominacji nr 7 zostało przerwane i 12 maja nikt nie odpadł z programu, a w związku z rezygnacją Grigoruka do programu powrócił Łukasz Darłak.
- 20 maja Wielki Brat zorganizował dzień gier losowych. W serii gier brali udział uczestnicy nienominowani do opuszczenia Domu Wielkiego Brata, a nagrodą za wygraną w grze była karna nominacja lub immunitet.
- Pod koniec 12. tygodnia mieszkańcy na dźwięk alarmu musieli wciskać przyciski umieszczone w salonie. Najszybszy zawodnik wygrywał i otrzymywał nagrodę od Wielkiego Brata. Podczas Big Brother Arena została zsumowana liczba zwycięstw każdego z uczestników. Zwycięzca konkurencji, Igor Jakubowski, został pierwszym finalistą programu, a także mógł wskazać trzy osoby, które zakwalifikują się do finału. Tym samym wyeliminował z gry Łukasza Darłaka.

## Big Brother 7(jesień 2019)
12 czerwca 2019 zarząd TVN Discovery poinformował, że jesienią 2019 zostanie wyemitowana kolejna edycja programu, ponownie na antenie TVN 7 i w serwisie internetowym Player. Tego samego dnia do Domu Wielkiego Brata weszła Karolina Włodarska, która została ogłoszona pierwszą uczestniczką nowej edycji. 13 września ogłoszono, że uczestniczka zrezygnowała z udziału w programie ze względów osobistych. Również we wrześniu w programie Dzień dobry TVN ujawniono nazwiska 3 kandydatów do udziału: Martyna Lewandowska, Wiktoria Józefiok i Seweryn Sroka. Decyzją widzów, którzy głosowali za pomocą SMS, w Domu Wielkiego Brata zamieszkała Martyna Lewandowska.
Losy uczestników można było śledzić w głównych wydaniach Big Brother (poniedziałek–sobota 20.00), BB Nocą – odcinkach poświęconych komentowaniu zachowań uczestników przez zaproszonych gości i widzów (poniedziałek–czwartek ok. 23.00), BB+ – specjalnej transmisji na żywo z Domu Wielkiego Brata (piątek ok. 23.00), BB Tydzień – odcinku podsumowującym miniony tydzień (niedziela o 17.00 w TVN), BB Arena – odcinku na żywo poświęconemu nominacjom i eliminacjom (pierwsze dwa odcinki - piątek o 20.00, następnie niedziela o 20.00), BB Pobudka, Popołudnie i Podwieczorek – krótkich wejściach na żywo w ciągu dnia, a także w specjalnych wydaniach dostępnych po wykupieniu pakietu na platformie Player. Uczestników można było oglądać na czterech kanałach w internetowym serwisie Player.
Gośćmi specjalnymi w Domu Wielkiego Brata byli: 26 września restauratorka Magda Gessler, 6 października i 15 listopada – aktor Tomasz Karolak, 26 października – stylistka Maja Sablewska, 29 listopada – Wróżbita Maciej, a 6 grudnia – zwyciężczyni poprzedniej edycji, Magdalena Wójcik. Dodatkowo 5 grudnia mieszkańców odwiedzili uchodźcy z Czeczenii i Tadżykistanu.
Decyzją Wielkiego Brata mieszkańcy mogli wziąć udział w wyborach parlamentarnych.
17 listopada przedstawiono troje kandydatów na mieszkańców Domu Wielkiego Brata. Byli nimi: Sandra Mendelowska, Ewelina Puzio oraz Bartłomiej Czochara. Internauci mogli głosować w ankiecie na Facebooku, kto dołączy do reszty mieszkańców podczas Big Brother Arena. Kandydaci oczekiwali na wynik internautów mieszkając w „sekretnym pokoju” w Domu Wielkiego Brata. Decyzją mieszkańców do domu wszedł Bartłomiej oraz Sandra którą wybrali internauci. 15 grudnia wyłoniono zwycięzcę, którym został Kamil Lemieszewski. Oglądalność finału 7. edycji wyniosła 1,057 mln widzów. Był to zarazem rekord oglądalności tej edycji.

### Uczestnicy
| Miejsce | Imię i nazwisko       |
| ------- | --------------------- |
| 1.      | Kamil Lemieszewski    |
| 2.      | Martyna Lewandowska   |
| 3.      | Wiktor Stadniczenko   |
| 4.      | Sandra Mendelowska    |
| 5.      | Malwina Ha            |
| 6.      | Bartłomiej Czochara   |
| 7.      | Anna Izvarina         |
| 8.      | Mateusz Sławiński     |
| 9.      | Ewa Kępys             |
| 10.     | Vasilis Tomazos       |
| 11.     | Natalia Nienałtowska  |
| 12.     | Natalia Dawidowska    |
| 13.     | Dawid Łojewski        |
| 14.     | Sarah Poznachowski    |
| 15.     | Katarzyna Strojek     |
| 16.     | Łukasz Stawicki       |
| 17.     | Małgorzata Szmal      |
| 18.     | Aleksandra Balawender |
| 19.     | Karolina Sztafa       |
| 20.     | Przemysław Karda      |

kursywa – osoby, które dołączyły do grona uczestników jako nowe, już w trakcie trwania programu.

### Nominacje
| Uczestnik             | Nominacja      | Nominacja      | Nominacja      | Nominacja        | Nominacja        | Nominacja        | Nominacja        | Nominacja        | Nominacja        | Nominacja        | Nominacja        | Nominacja        | Finał                  |
| Uczestnik             | 1              | 2              | 3              | 4                | 5                | 6                | 7                | 8                | 9                | 10               | 11               | 12               | Finał                  |
| --------------------- | -------------- | -------------- | -------------- | ---------------- | ---------------- | ---------------- | ---------------- | ---------------- | ---------------- | ---------------- | ---------------- | ---------------- | ---------------------- |
| Kamil Lemieszewski    | 0              | 2              | 5              | 9                | 5                | –                | 4                | 4                | 4                | 1                | 2                | 3                | Wygrana                |
| Martyna Lewandowska   | 4              | 1              | 2              | 1                | 3                | 4                | 0                | 1                | 1                | 2                | 4                | 1                | II miejsce             |
| Wiktor Stadniczenko   | –              | 0              | 1              | 0                | 1                | 1                | 0                | 2                | 0                | 3                | 2                | –                | III miejsce            |
| Sandra Mendelowska    | Przed wejściem | Przed wejściem | Przed wejściem | Przed wejściem   | Przed wejściem   | Przed wejściem   | Przed wejściem   | Przed wejściem   | Przed wejściem   | –                | 3                | 3                | Eliminacja internautów |
| Malwina Ha            | 4              | 3              | 2              | 0                | 0                | 2                | 0                | 0                | 2                | 2                | 1                | 3                | Eliminacja             |
| Bartłomiej Czochara   | Przed wejściem | Przed wejściem | Przed wejściem | Przed wejściem   | Przed wejściem   | Przed wejściem   | Przed wejściem   | Przed wejściem   | Przed wejściem   | –                | 0                | Eliminacja karna | Eliminacja karna       |
| Anna Izvarina         | –              | –              | 1              | 1                | –                | 2                | 0                | 0                | 1                | 2                | –                | Eliminacja       | Eliminacja             |
| Mateusz Sławiński     | –              | –              | 1              | 1                | –                | 2                | 2                | 1                | 2                | 2                | Eliminacja       | Eliminacja       | Eliminacja             |
| Ewa Kępys             | Przed wejściem | Przed wejściem | Przed wejściem | Przed wejściem   | Przed wejściem   | –                | 4                | 5                | 4                | Rezygnacja       | Rezygnacja       | Rezygnacja       | Rezygnacja             |
| Vasileios Tomazos     | –              | 3              | 0              | 3                | 1                | 4                | 2                | 3                | Eliminacja       | Eliminacja       | Eliminacja       | Eliminacja       | Eliminacja             |
| Natalia Nienałtowska  | Przed wejściem | Przed wejściem | Przed wejściem | Przed wejściem   | Przed wejściem   | –                | 6                | Eliminacja       | Eliminacja       | Eliminacja       | Eliminacja       | Eliminacja       | Eliminacja             |
| Natalia Dawidowska    | –              | 2              | 3              | 1                | 2                | 5                | Eliminacja       | Eliminacja       | Eliminacja       | Eliminacja       | Eliminacja       | Eliminacja       | Eliminacja             |
| Dawid Łojewski        | 0              | 0              | 0              | 2                | 0                | 2                | Rezygnacja       | Rezygnacja       | Rezygnacja       | Rezygnacja       | Rezygnacja       | Rezygnacja       | Rezygnacja             |
| Sarah Poznachowski    | –              | 0              | 0              | –                | 5                | Eliminacja       | Eliminacja       | Eliminacja       | Eliminacja       | Eliminacja       | Eliminacja       | Eliminacja       | Eliminacja             |
| Katarzyna Strojek     | –              | 4              | 4              | 3                | 5                | Eliminacja karna | Eliminacja karna | Eliminacja karna | Eliminacja karna | Eliminacja karna | Eliminacja karna | Eliminacja karna | Eliminacja karna       |
| Łukasz Stawicki       | 4              | 6              | –              | 7                | Eliminacja       | Eliminacja       | Eliminacja       | Eliminacja       | Eliminacja       | Eliminacja       | Eliminacja       | Eliminacja       | Eliminacja             |
| Małgorzata Szmal      | –              | 2              | 5              | Eliminacja       | Eliminacja       | Eliminacja       | Eliminacja       | Eliminacja       | Eliminacja       | Eliminacja       | Eliminacja       | Eliminacja       | Eliminacja             |
| Aleksandra Balawender | 5              | 1              | 4              | Eliminacja karna | Eliminacja karna | Eliminacja karna | Eliminacja karna | Eliminacja karna | Eliminacja karna | Eliminacja karna | Eliminacja karna | Eliminacja karna | Eliminacja karna       |
| Karolina Sztafa       | 10             | 6              | Eliminacja     | Eliminacja       | Eliminacja       | Eliminacja       | Eliminacja       | Eliminacja       | Eliminacja       | Eliminacja       | Eliminacja       | Eliminacja       | Eliminacja             |
| Przemysław Karda      | 5              | Eliminacja     | Eliminacja     | Eliminacja       | Eliminacja       | Eliminacja       | Eliminacja       | Eliminacja       | Eliminacja       | Eliminacja       | Eliminacja       | Eliminacja       | Eliminacja             |

Legenda:
     Osoba nominowana ze względu na największą liczbę wskazań w głosowaniu uczestników
     Osoba nominowana automatycznie ze względu na złamanie regulaminu bądź przegraną w zadaniu specjalnym
     Osoba z immunitetem od Wielkiego Brata lub pozostałych mieszkańców
Objaśnienia do tabeli
- W tabeli nie uwzględniono Wiktorii Józefiok oraz Seweryna Sroki, którzy odpadli z programu decyzją widzów podczas startu 7. edycji.
- W tabeli nie uwzględniono Eweliny Puzio, która odpadła dlatego, iż nie została wybrana przez mieszkańców ani przez internautów na nową mieszkankę.
- 16 września (pierwsze nominacje) – decyzją Wielkiego Brata mieszkańcy, którzy wygrali zadanie, otrzymali immunitet na czas nominacji. Po zakończeniu nominacji Mateusz Sławiński złamał regulamin przez to, że wzniósł toast odnośnie nominacji. W związku z tym Wielki Brat zapytał się Mateusza, kto ma opuścić program z osób, które nominował. Mateusz wybrał Karolinę, przez co dostała ona immunitet od Wielkiego Brata.
- Decyzją Wielkiego Brata podczas drugich nominacji Mateusz Sławiński otrzymał immunitet, ponieważ prowadził w klasyfikacji zadania tygodniowego. Anna Izvarina została automatycznie nominowana, dlatego iż była na ostatnim miejscu w zadaniu tygodniowym.
- 22 września decyzją Wielkiego Brata immunitet Mateusza Sławińskiego został anulowany. Został on automatycznie nominowany w związku z tym, że zerwał z Malwiny koszulę, przez co mieszkańcy widzieli jej piersi. Mateusz później przeprosił Malwinę, ale Wielki Brat postanowił go nominować, by podobne sytuacje się już nie zdarzały[85].
- 29 września podczas Big Brother Arena decyzją widzów najwięcej głosów do odpadnięcia otrzymali Karolina 67% oraz Łukasz 18%. Decyzją Wielkiego Brata Łukasz otrzymał możliwość zadecydowania, kto ma opuścić dom – on czy Karolina. Łukasz postanowił, iż pozostanie w programie i jego decyzją oraz widzów z programem pożegnała się Karolina. Decyzją Wielkiego Brata otrzymał on również immunitet na czas nominacji.
- 3 października Aleksandra Balawender złamała regulamin, ponieważ zaczęła namawiać do głosowania SMS na Kamila Lemieszewskiego. Decyzją Wielkiego Brata w trybie natychmiastowym musiała opuścić Dom Wielkiego Brata[86].
- 6 października decyzją Wielkiego Brata, w związku z wygraną w zadaniu cyrkowym przez Martynę oraz Vasileiosa, ich głosy podczas nominacji nr 4 zostały policzone podwójnie.
- 13 października decyzją internautów, którzy oddawali głosy w ankiecie na Facebooku, najwięcej głosów pozytywnych otrzymał Mateusz, dlatego otrzymał on immunitet. Najwięcej głosów negatywnych otrzymała Ania i została automatycznie nominowana do opuszczenia Domu Wielkiego Brata.
- 15 października, w wyniku losowania, Natalia Dawidowska została automatycznie nominowana do opuszczenia Domu Wielkiego Brata.
- 16 października Wielki Brat podjął decyzję, że Katarzyna Strojek wielokrotnie nie wykonywała poleceń Wielkiego Brata, dlatego musiała karnie opuścić program[87].
- W związku z kradzieżą konia przez Kamila, wywiązała się szarpanina z Vasileiosem. Do tej awantury dołączył Dawid. Wielki Brat postanowił, że wszyscy trzej musieli spakować rzeczy i przenieść się do „sekretnego pokoju”. 24 października internauci poprzez głosowanie internetowe zdecydowali, że Dawid musi opuścić „Dziki Zachód”. Vasileios wraz z Kamilem mogli wrócić do pozostałych mieszkańców, a Dawid pozostał w „pokoju sekretnym” do odwołania i został automatycznie nominowany do opuszczenia Domu Wielkiego Brata[88]. Kilka godzin później Dawid postanowił zrezygnować z dalszego udziału w programie.
- 4 listopada - w tygodniu Apokalipsy decyzją Wielkiego Brata karnie została nominowana Martyna za podważanie autorytetu Wielkiego Brata[89]. Mateusz został karnie nominowany za brak subordynacji i nakłanianie do nieprzestrzegania zadania od Wielkiego Brata. Vasilis otrzymał karną nominację za niedopilnowanie zadania[90].
- 17 listopada decyzją mieszkańców nowym uczestnikiem programu został Bartłomiej Czochara oraz decyzją internautów w głosowaniu na Facebooku nową mieszkanką została Sandra Mendelowska.
- 24 listopada - w głosowaniu na Instagramie, kto ma zostać nominowany, internauci zdecydowali na Anię. Dlatego też została ona automatycznie nominowana[91].
- W tygodniu Prawdy i Fałszu mieszkańcy musieli zawalczyć o prawo do nominacji. Jedynie Martyna nie podołała zadaniu tygodniowym, dlatego nie mogła nominować innych mieszkańców.
- 1 grudnia Wiktor, jako zwycięzca głosowania na Instagramie programu, otrzymał złoty bilet, dzięki któremu uczestnicy nie mogli go nominować w 12 głosowaniu i przeszedł bezpośrednio do tygodnia finałowego. Tego samego dnia Bartosz musiał karnie opuścić dom za rozmawianie o nominacjach w niedozwolonych momentach.
- 8 grudnia Sandra została wyeliminowana na podstawie wyników głosowania na Instagramie programu.

## Kontrowersje
- Tuż po rozpoczęciu emisji pierwszej edycji programu w marcu 2001 Rada Etyki Mediów skrytykowała format, podkreślając ryzyko „osłabienia dopiero co odzyskanego poczucia prywatności” poprzez „wyrabiania nawyku podglądactwa” u widzów[92]. Program wywołał także liczne kontrowersje wśród publicystów i dziennikarzy[92], twórcom zarzucano m.in. patologię, upadek norm i obyczajów, propagowanie skrajnie liberalnych zachowań i złych gustów oraz utratę godności[93].
- W marcu 2002 uczestnicy programu, Agnieszka Frykowska i Łukasz Wiewiórski, mieli odbyć na wizji stosunek płciowy, co wywołało ogólnopolski skandal[94][95]. Choć oboje zaprzeczyli, jakoby doszło do aktu penetracji, zdarzenie wywołało burzliwą publiczną dyskusję na temat granic wolności przekazu w mediach państwowych i prywatnych. 13 marca przewodniczący Krajowej Rady Radiofonii i Telewizji uznał polską edycję Big Brothera za „propagującą przemoc i niemoralne zachowania”, przez co stacja TVN została ukarana grzywną w wysokości 300 000 zł za „rozpowszechnianie śmiałych scen erotycznych oraz przemocy”[96]. W komunikacie wydanym do mediów przedstawiciele TVN uznali ocenę KRRiT za „błędną i krzywdzącą”[96][97]. Była to wówczas najwyższa kara finansowa nałożona na nadawcę telewizyjnego[98]. W październiku 2003 telewizja TVN zawarła ugodę z KRRiT, dzięki czemu kara została zmniejszona do 150 000 zł, z czego 50 000 zł zostało wpłacone na konto KRRiT, a 100 000 zł – na konto Fundacji TVN „Nie jesteś sam” z przeznaczeniem na zakup leków dla czwórki dzieci chorych na mukopolisacharydozę[99].

- W kwietniu 2002 Rada Etyki Mediów wystosowała apel do dziennikarzy o niebranie udziału w reality show, powołując się na „zasady etyczne zawodu”[100]. Opinię skrytykował ówczesny gospodarz programu, Andrzej Sołtysik[100].

- Wiosną 2019 wyemitowano szóstą polską edycję Big Brothera, której producenci byli krytykowani za „brak stymulowania uczestników zadaniami”[101].

- 18 kwietnia 2019 do KRRiT wpłynęły trzy skargi od widzów na odcinek programu wyemitowany 31 marca[102].

- W odcinkach wyemitowanych 27 i 28 kwietnia 2019 miało dojść do aktów rasizmu i homofobii, co wzbudziło kontrowersje wśród widzów i było szeroko komentowane w sieci[103].